# 今井悠貴
今井 悠貴（いまい ゆうき、1998年12月30日 - ）は、日本の俳優。
島根県出雲市出身。プロダクション尾木所属。

## 略歴
3歳の時、母親に「テレビに出たい」と言ったところ劇団に連れていかれ、そのまま子役の仕事を始める。
まりもっこりのテーマソングを歌うCORICORIのメンバー「ゆうキング」でもある。
所属のセントラルグループ・セントラル子供タレントから2009年末を以って登録が削除された。2010年からはプロダクション尾木に所属している。
2020年1月期のテレビ大阪・BSテレ東の連続ドラマ『ハイポジ 1986年、二度目の青春。』でテレビドラマ初主演をつとめる。

## 人物
趣味は絵を描くこと、映画鑑賞、ロードバイク、スノーボード、ボクシング、釣り。
所持資格に普通自動車運転免許を挙げている。

## 出演

### テレビドラマ
- 元カレ 第3話（2003年7月20日、TBS） - 男の子 役
- ほんとにあった怖い話「迷子」（2004年2月7日、フジテレビ） - 男の子 役
- ごくせん 第1話（2005年1月15日、日本テレビ） - 大輔 役
- 不機嫌なジーン 第3話（2005年1月31日、フジテレビ） - 男の子 役
- 赤い運命（2005年、TBS） - 孤児 役
- 危険なアネキ 第3話（2005年10月31日、フジテレビ） - 男の子 役
- 月曜ゴールデン・森村誠一サスペンス 唄（2006年4月24日、TBS） - 宮本操 役
- セーラー服と機関銃（2006年、TBS）
- 恋する日曜日 第3シリーズ 第8話・第9話「はじめての恋 前編 / 後編」（2007年2月24日・3月3日、TBS） - 翔 役
- 去年ルノアールで 第4話（2007年8月5日、テレビ東京） - 息子 役
- 千の風になってドラマスペシャル はだしのゲン（2007年8月10日・11日、フジテレビ） - 中岡進次・近藤隆太 役
- まるまるちびまる子ちゃん 第17回（2007年9月6日、フジテレビ） - 田中ツトム 役
- ガリレオ 第2話（2007年10月22日、フジテレビ） - 上村忠広 役
- あんみつ姫（フジテレビ） - 甘栗の助 役
  - 2008年新春スペシャルドラマ あんみつ姫の大冒険!（2008年1月6日）
  - 2009年新春ドラマSP! あんみつ姫2（2009年1月11日）
- 薔薇のない花屋 第1話 - 第4話・最終話（2008年1月14日 - 2月4日・3月24日、フジテレビ） - 広田省吾 役
- ゆっくり歩け、空を見ろ（2008年4月1日、フジテレビ） - 山之内英夫 役
- コード・ブルー -ドクターヘリ緊急救命- 第9話 - 最終話（2008年8月28日 - 9月11日、フジテレビ） - 北村健一 役
- 警官の血 第一夜（2009年2月7日、テレビ朝日） - 工藤行夫 役
- となりの芝生（2009年7月1日 - 9月16日、TBS） - 高平太郎 役
- こちら葛飾区亀有公園前派出所（2009年9月26日、TBS） - 両津勘吉（小学生時代） 役
- 佐賀のがばいばあちゃん2（2010年2月20日、フジテレビ） - 徳永昭広 役
- わが家の歴史（2010年4月9日 - 11日、フジテレビ） - 畑正憲 役
- ハガネの女（2010年5月21日 - 7月2日、テレビ朝日） - 賀茂和音 役
- 絶対零度〜未解決事件特命捜査〜 最終話（2010年6月22日、フジテレビ） - 百瀬望 役
- ジョーカー 許されざる捜査官（2010年7月13日 - 9月14日、フジテレビ） - 伊達一義（子供時代） 役
- 99年の愛〜JAPANESE AMERICANS〜（2010年11月3日 - 7日、TBS） - マイケル・タクヤ・平松 役
- モリのアサガオ 第4話・第5話（2010年11月8日・15日、テレビ東京） - 福田真也 役
- 医龍-Team Medical Dragon-3 第5話 - 第8話・最終話（2010年11月11日 - 12月2日・12月16日、フジテレビ） - 真鍋徹 役
- 風の少年〜尾崎豊 永遠の伝説〜（2011年3月21日、テレビ東京） - 尾崎豊（少年期） 役
- URAKARA 最終話（2011年4月8日、テレビ東京） - 五代守 役
- 名前をなくした女神 （2011年4月12日 - 6月21日、フジテレビ） - 沢田空斗 役
- 最後の絆 沖縄・引き裂かれた兄弟 〜鉄血勤皇隊と日系アメリカ兵の真相〜（2011年8月13日、フジテレビ） - 東江平之 役
- 勇者ヨシヒコと魔王の城 第10話（2011年9月9日、テレビ東京） - ニセ貧乏親子 役
- とんび（2012年1月4日 - 11日、NHK） - 市川アキラ（少年期） 役
- 運命の人 第1話 - 第8話・最終話（2012年1月15日 - 3月4日・18日、TBS） - 弓成洋一（少年期） 役
- ブラックボード〜時代と戦った教師たち〜 第1夜（2012年4月5日、TBS） - 後藤明 役
- パパドル!（2012年4月19日 - 6月28日、TBS） - 花村悠斗 役
- 償い（2012年11月17日 - 12月1日、NHK BSプレミアム） - 草薙真人 役
- お助け屋☆陣八 第3話（2013年1月24日、読売テレビ） - 小日向大地 役
- ビブリア古書堂の事件手帖 第4話（2013年2月4日、フジテレビ） - 玉岡昴 役
- 島の先生（2013年5月25日 - 6月29日、NHK総合） - 鈴木悠哉 役
- 大河ドラマ（NHK） 
  - 軍師官兵衛 第43回 - 最終回（2014年10月26日 - 12月21日） - 黒田熊之助 役
  - 西郷どん 第44回 - 最終回（2018年11月25日 - 12月16日） - 西郷菊次郎（少年期）役[8]
- 赤と黒のゲキジョー 前科ありの女たち（2014年11月28日、フジテレビ） - 秋山俊 役
- ドラマ特別企画 往復書簡〜十五年後の補習（2016年9月30日、TBS） - 久保田康孝 役
- コールドケース 〜真実の扉〜 第5話（2016年11月19日、WOWOW） - 篠田祐樹 役
- 三匹のおっさん3〜正義の味方、みたび!!〜 最終話（2017年3月10日、テレビ東京） - 栗田博光 役
- CRISIS 公安機動捜査隊特捜班 第7話（2017年5月23日、関西テレビ） - 坂本（大庭明人） 役[9]
- 世にも奇妙な物語 '17 春の特別編『一本足りない』（2017年4月22日、フジテレビ） - 風見和哉 役
- &美少女 NEXT GIRL meets Tokyo 第9話（2017年6月29日、フジテレビ） - 森大翔 役
- さくらの親子丼 第1話（2017年10月7日、東海テレビ） - 君塚達也 役
- 科捜研の女 SEASON 17 第6話（2017年11月23日、テレビ朝日） - 浜野海斗 役
- 直撃!シンソウ坂上 再現ドラマ「西鉄バスジャック事件」（2018年5月3日、フジテレビ） - 犯人 役[10]
- 主婦カツ!（2018年10月8日 - 11月25日、NHK BSプレミアム） - 宮本孝太朗 役[11][12]
- 3年A組-今から皆さんは、人質です-（2019年1月9日 - 3月10日、日本テレビ） - 西崎颯真 役[13]
- 緊急取調室 3rd SEASON 第4話（2019年5月2日、テレビ朝日） - 樫村荘介 役[14]
- ストロベリーナイト・サーガ 第6話（2019年5月16日、フジテレビ） - 峰岡重樹 役[15]
- 24時間テレビ ドラマスペシャル 絆のペダル（2019年8月24日、日本テレビ） - 広田信二 役[16]
- 決してマネしないでください。（2019年10月26日 - 12月14日、NHK総合） - 有栖伊音 役[17]
- ニッポンノワール-刑事Yの反乱- 第6話（2019年11月17日、日本テレビ） - 西崎颯真 役[注 1][18]
- ハイポジ 1986年、二度目の青春。（2020年1月12日 - 3月29日、テレビ大阪・BSテレ東） - 主演・天野光彦 役[6]
- 父と息子の地下アイドル（2020年2月23日、WOWOW） - 田口洋二郎 役
- ケイジとケンジ 所轄と地検の24時 第7話（2020年2月27日、テレビ朝日） - 黛友之 役[19]
- 24 JAPAN（2020年10月9日 - 2021年3月26日、テレビ朝日） - 朝倉夕太 役[20]
- 月曜プレミア8 横山秀夫サスペンス「モノクロームの反転」（2020年11月9日、テレビ東京） - 安田明久 役[21]
- 今野敏サスペンス 警視庁強行犯係 樋口顕 第2話（2021年1月22日、テレビ東京） - 村上颯太 役[22]
- 刑事7人 第7シリーズ 第2話（2021年7月14日、テレビ朝日） - 浅倉悟 役[23]
- お耳に合いましたら。 第5話・最終話（2021年8月13日・10月1日、テレビ東京） - 仲本 役
- 相棒 Season20 第9話（2021年12月15日、テレビ朝日） - 吉岡翼 役[24]
- ミステリと言う勿れ 第7話（2022年2月21日、フジテレビ） - 鷲見翼 役
- いぶり暮らし 第4話（2022年4月25日、BS松竹東急） - 小岩井季則 役[25][26]
- 特集ドラマ「二十四の瞳」（2022年8月8日、NHK BSプレミアム / BS4K）
- 競争の番人 第8話・最終話（2022年8月29日・9月19日、フジテレビ） - 三島徹 役[27]
- さよならの向う側 第3話（2022年10月6日、日本テレビ） - 大倉忍 役[28]
- 西村京太郎サスペンス 十津川警部の事件簿 草津・殺しのトライアングル（2023年2月13日、テレビ朝日） - 小野寺洋 役
- 犬神家の一族（2023年4月22日・29日、NHK BSプレミアム・NHK BS4K） - 犬神佐武 役
- テイオーの長い休日（2023年6月3日 - 7月29日 、東海テレビ・フジテレビ） - 萩原匠 役[29]
- ばらかもん 最終話（2023年9月20日、フジテレビ） - アキオ 役[30]
- 老害の人（2024年5月5日 - 6月2日、NHK BSプレミアム・NHK BSプレミアム 4K）- 藤田聡 役[31]
- ブルーモーメント 第9話（2024年6月19日、フジテレビ） - 北里まさる 役
- 連続テレビ小説 虎に翼（2024年8月12日 - 9月26日、NHK）- 猪爪直治 役[32]
- 未成年〜未熟な俺たちは不器用に進行中〜（2024年11月5日 - 2025年1月7日、読売テレビ） - 柴健人 役[33]
- テレビ熊本ドキュメンタリードラマ 郷土の偉人シリーズ第32作『夏目漱石〜吾輩が愛した肥後の国より〜』（2025年1月19日、テレビ熊本）[34]

### その他のテレビ番組
- 江原啓之スペシャル 天国からの手紙（2005年、フジテレビ） - 田中柊正 役

### 映画
- 孕み-HARAMI- 白い恐怖（2005年） - 相太 役
- 天使（2006年） - サトル 役
- 嫌われ松子の一生（2006年） - 子供 役
- 棚の隅（2007年） - 宮田毅 役
- パッチギ! LOVE&PEACE（2007年） - 李燦秀（リ・チャンス） 役
- K-20 怪人二十面相・伝（2008年） - シンスケ 役[35]
- 七瀬ふたたび The Movie（2010年） - 山沢ノリオ 役
- 白夜行（2011年） - 桐原亮司（子供時代） 役[36]
- オーズ・電王・オールライダー レッツゴー仮面ライダー（2011年） - ミツル 役
- こちら葛飾区亀有公園前派出所 THE MOVIE 〜勝どき橋を封鎖せよ!〜（2011年） - 両津勘吉（小学生時代） 役
- チェンジ（2022年8月3日、YouTube東宝MOVIEチャンネル） - 比嘉大雄  役[37]
- モンキー・ビジネス（2023年2月25日、第9回日本映画大学卒業制作、イオンシネマ新百合ヶ丘） - 主演・慎吾 役

### 劇場アニメ
- サマーウォーズ（2009年）- 陣内真悟 役[38]

### ラジオドラマ
- ケンタウルスの死（2008年1月12日、NHK-FM） - 藤本陸 役
- 八月六日上々天気（2012年8月4日、NHK-FM）
- レオナルド・ダ・ヴィンチの恋人（2022年4月17日、NHK-FM） - 中村 役[39]

### CM
- 花王、アタック漂白剤in
- マクドナルド
- アピタ・ユニー

### インターネットテレビ

#### ドラマ
- 10年レター（2005年）
- 3年A組-今から皆さんだけの、卒業式です-（2019年3月10日・17日、Hulu） - 西崎颯真 役[40]
- 十角館の殺人（2024年3月22日、Hulu） - ルルウ 役[41][42]

## 作品

### CD
- こりこりまりもっこり（2008年3月19日）
- まりもっこりベスト（2008年7月16日）

### DVD
- まりもっこり〜ず（2008年3月26日）